# Noesis
|  | Dieser Artikel wurde in der Qualitätssicherung Philosophie eingetragen. Artikel, die sich als nicht relevant genug herausstellen oder mittelfristig kein hinreichend akzeptables Niveau erreichen, können schließlich auch zur Löschung vorgeschlagen werden. Bitte hilf mit, die inhaltlichen Mängel dieses Artikels zu beseitigen, und beteilige dich bitte an der Diskussion! Bitte entferne diesen Hinweis nicht ohne Absprache! |

Noesis (auch Noësis, Noese; altgriechisch νόησις nóēsis „das Wahrnehmen, Verstehen, Begreifen, Denken“, zu νοεῖν noeín „wahrnehmen, denken“) ist ein Begriff aus der klassischen Erkenntnistheorie; siehe dazu den Artikel Nous. Noësis stellt den sinnverleihenden Akt oder Vorgang dar, durch den der Mensch eine Sache zu seinem eigenen Mikrokosmos, das heißt innenpsychologisch in Beziehung zu sich, bringt.:(a), (b)

## Phänomenologie

### Noesis
In der von Edmund Husserl (1859–1938) konzipierten Phänomenologie bezeichnet Noësis den Vorgang eines einzelnen Denkakts. Solche Akte sind generell seit Aristoteles und der Scholastik als zeitlich begrenzte und qualitativ bestimmbare, vom Gefühl gesteuerte Teilvorgänge im Strom des Erlebens aufzufassen.:(c) Die Begrifflichkeit des „Akts“ eignet sich heute noch als nachvollziehbar zur Deskription des Werdens und der Entwicklung – und im speziellen Zusammenhang – vor allem im Reifen von Gedanken und Entschlüssen. In funktioneller Hinsicht ist der Vorgang der Noësis als „sinnverleihender Akt“ zu bezeichnen.

### Noema
Der nach Franz Brentano (1838–1917), dem Lehrer Husserls, als „intentionales Erlebnis“ zu bezeichnende Akt ist zu unterscheiden vom in ihm „vermeinten“ Inhalt, seiner so „konstituierten“ (erzielten) Bedeutung bzw. seinem Sinngehalt, dem Noëma (altgriechisch νόημα nóēma „Gedanke, Sinn, Gesinnung, Sinnesart, Vorhaben, Entschluss, Denkkraft“). Dieser Sinngehalt kann auch als Korrelat anderer Akte verstanden werden, eventuell auch der Akte anderer Subjekte. Noësis und Noëma stehen in strenger Korrelation zueinander. So entspricht jedem Urteilsakt ein Urteil als dessen Noëma. Aber dasselbe Urteil kann auch in einem anderen Urteilsakt gefällt und als solches von anderen Subjekten verstanden werden.

## Aktpsychologie
Die Urteilsbildung ist wesentlicher Gesichtspunkt der Aktpsychologie. Das Verhältnis von Noësis und Noëma ist Gegenstand der transzendentalen Phänomenologie.
Der sinnverleihende Akt (Noësis) und die dadurch „konstituierte“ Sinneinheit (Noëma) ergeben jeweils eine Abschattung des intendierten Gegenstandes, z. B. bei einer bestimmten Wahrnehmung.:(d), (e) Dieser „Gegenstand“ stellt jedoch einen mentalen Zustand dar und nicht einen realen Gegenstand.

### Deskriptive Psychologie
Deskriptive Psychologie ist hier als besondere Methode der Aktpsychologie zu verstehen. Bereits bei Brentano und seiner Schule ist die allgemeine Bedeutung der Phänomenologie eng mit der deskriptiven Psychologie verbunden.:(f) In den „Logischen Untersuchungen“ Husserls stellt die deskriptive Psychologie der intentionalen Akte eine wichtige Methode dar.